# Campbellton-Dalhousie
Circonscription électorale provinciale du Canada
Campbellton-Dalhousie est une circonscription électorale provinciale du Nouveau-Brunswick représentée à l'Assemblée législative de 2014 à 2024.

## Géographie
La circonscription comprend:
- Les villes de Campbellton et de Dalhousie

## Liste des députés
| Législature                                                                                                | Années    | Député         | Député            | Parti   |
| --- | --------- | -------------- | ----------------- | ------- |
| Campbellton-Dalhousie Circonscription issue de Dalhousie-Restigouche-Est et Campbellton—Restigouche-Centre |           |                |                   |         |
| 58e | 2014-2017 |                | Donald Arseneault | Libéral |
| 59e | 2018-2020 | Guy Arseneault |                   | Libéral |
| 60e | 2020-2024 | Guy Arseneault |                   | Libéral |
| Dissoute dans Restigouche-Ouest et Restigouche-Est                                                         |           |                |                   |         |